# Paracotalpa ursina
Paracotalpa ursina är en skalbaggsart som beskrevs av Horn 1867. Paracotalpa ursina ingår i släktet Paracotalpa och familjen Rutelidae. Utöver nominatformen finns också underarten P. u. piceola.